# Свети Никола (Ношпал)
Вижте пояснителната страница за други значения на Свети Никола.
„Свети Никола“ (на македонска литературна норма: „Свети Никола“) е възрожденска православна църква в битолското село Ношпал, Северна Македония. Църквата е под управлението на Преспанско-Пелагонийската епархия на Македонската православна църква.

## Местоположение
Църквата е гробищен храм, разположен на 0,5 km южно от селото.

## История
Над западния вход има ктиторски надпис на гръцки език, според който църквата е изградена при управлението на митрополит Венедикт Византийски. Друг надпис в детеленовидния отвор дава годината 1858. До него има още един гръцки надпис.
В двора на църквата има античен мраморен олтар и мраморна база на колона с неизвестен произход.
- Надписът с годината 1858
- Ктиторският надпис над входа
- Вторият гръцки надпис
- Мраморният олтар в двора